# Rue de la Durance
La rue de la Durance est une voie située dans le quartier de Picpus du 12e arrondissement de Paris. 

## Situation et accès
La rue de la Durance est accessible à proximité par les lignes de métro 6 et 8 à la station Daumesnil.

## Origine du nom
La voie porte son nom en référence à la rivière Durance.

## Historique
Ancienne « rue des Trois-Chandelles » ouverte à la fin du XVIIIe siècle sur la commune de Bercy, elle est tracée sur le plan cadastral de 1811.
En 1731, c’est un chemin reliant le chemin des Six-Chandelles à la ruelle de la Brèche-aux-Loups. La construction du mur des Fermiers généraux coupe le chemin en deux : la partie extra-muros est la rue des Trois-Chandelles, la partie intra-muros a disparu, hormis la rue Élisa-Lemonnier qui en est le vestige.
Classée dans la voirie de Paris par décret du 23 mai 1863, elle prend sa dénomination actuelle par arrêté du 1er février 1877.
La rue est ouverte à la circulation entre la rue de la Brèche-aux-Loups et la rue Taine, puis devient un passage piétonnier entre la rue Taine et le boulevard de Reuilly.